# Ibn Sahl
Pour les articles homonymes, voir Sahl.
Vers 940-1000, Abou Saʿd al-ʿAlaʾ ibn Sahl (en arabe أبو سعد العلاء ابن سهل) est un mathématicien perse à la cour de Bagdad qui a écrit un traité vers 984 sur les miroirs ardents et les lentilles dans lequel il expose comment les miroirs courbes et les lentilles peuvent focaliser la lumière en un point. C'est la première mention de la loi de la réfraction redécouverte plus tard en Europe sous le nom de loi de Snell-Descartes,.